# Parramatta City
Koordinaten: 33° 49′ S, 151° 0′ O

Parramatta City, kurz auch Parramatta (älter auch Paramatta) ist ein lokales Verwaltungsgebiet (LGA) im australischen Bundesstaat New South Wales. Parramatta gehört zur Metropole Sydney, der Hauptstadt von New South Wales. Das Gebiet ist 83,8 km² groß und hat etwa 257.000 Einwohner.

## Geographie
Parramatta liegt in Outer Sydney in direkter Verlängerung des Hafens etwa 20 km vom Stadtzentrum entfernt. Das Gebiet beinhaltet 40 Stadtteile: Camellia, Clyde, Constitution Hill, Dundas, Dundas Valley, Ermington, Harris Park, Newington, Northmead, Oatlands, Old Toongabbie, North Parramatta, Rosehill, Rydalmere, Silverwater, Telopea, Wentworth Point und Teile von Auburn, Baulkham Hills, Beecroft, Carlingford, Cheltenham, Eastwood, Epping, Granville, Holroyd, Lidcombe, Mays Hill, Melrose Park, Merrylands, North Rocks, Parramatta, Pendle Hill, Seven Hills, Sydney Olympic Park, Toongabbie, Wentworthville, West Pennant Hills, Westmead und Winston Hills. Der Verwaltungssitz des Councils befindet sich im Stadtteil Parramatta im Zentrum der LGA.

## Geschichte
1788 wurde die erste Siedlung im heutigen Stadtgebiet von Parramatta gegründet. 1855 entstand zwischen Sydney und Parramatta die erste Eisenbahnstrecke von New South Wales. Der heutige Vorort von Sydney war damals ein bedeutendes Zentrum der Landwirtschaft. 1861 erhielt der Ort den Status einer Gemeinde. 1867 wurde der Borough of Parramatta gegründet und 1938 bekam die Gemeinde die Stadtrechte verliehen.
Seit 1986 ist die Stadt auch Sitz des römisch-katholischen Bistums Parramatta, dessen Kathedrale die St. Patrick’s Cathedral ist.

## Kultur und Sehenswürdigkeiten
Sehenswert sind der zehn Hektar große Lake Parramatta, der Fährhafen (Ferry Wharf), die Macarthur Girls High School (eröffnet 1934) sowie die Church Street mit der St John’s Anglican Cathedral, der St John’s Cemetery und der Town Hall.
Nahe dem Parramatta Stadium liegt der Parramatta Park mit dem Old Government House, dem früheren Sitz des Gouverneurs von New South Wales.
Im Stadtgebiet befinden sich mehrere Brücken: Barry Wilde (Wilde St) Bridge, Elizabeth St Pedestrian Bridge, Gasworks Bridge (Macarthur St), James Ruse Drive Bridge und Lennox Bridge (Church St).
Einen Besuch wert ist auch das Sydney-Observatorium. Es wurde 1822 von Thomas Brisbane gegründet. Dort arbeitete auch der in Schottland geborene Astronom James Dunlop. Er war dort Assistent von Charles Rümker. 1831 übernahm er das Amt des Direktors, das er bis 1847 ausübte. Das Observatorium war bis 1855 in Betrieb.
Am Parramatta River liegt das Regierungs- und Geschäftszentrum, auch als Sydneys „second central business district“ bezeichnet. Dort befindet sich mit „Westfield Parramatta“ eines der größten Einkaufszentren des Landes. Auf fünf Stockwerken und einer Verkaufsfläche von 126.754 Quadratmetern kann man in 560 Geschäften einkaufen.

## Sport
Parramatta ist die Heimat der Parramatta Eels, eines Rugby-League-Teams der australischen National Rugby League. Der Club dominierte die Liga in den 1980er Jahren, als er in jener Zeit seine bislang einzigen vier Meisterschaften einfahren konnte. Peter Sterling gilt als der bedeutendste Spieler der Vereinsgeschichte. Die Eels spielen im CommBank Stadium.
Der Fußballklub Parramatta Power wurde 2004 nationaler Vizemeister, doch der Klub, bei dem neben André Gumprecht, früher SG Wattenscheid 09, auch der spätere Bundesligaprofi Michael Beauchamp spielte, ist mittlerweile aufgrund Bankrottes nicht mehr existent. Der aus einer Gründung maltesischer Einwanderer von 1956 hervorgegangene Verein Parramatta Eagles war in früheren Jahren oft erstklassig, spielt aber heutzutage nur in der höchsten Liga von New South Wales. Die Western Sydney Wanderers aus der national erstklassigen A-League spielen seit 2012 im CommBank Stadium. Der Verein wurde von Mai 2018 bis Januar 2020 von dem deutschen Ex-Nationalspieler Markus Babbel trainiert.

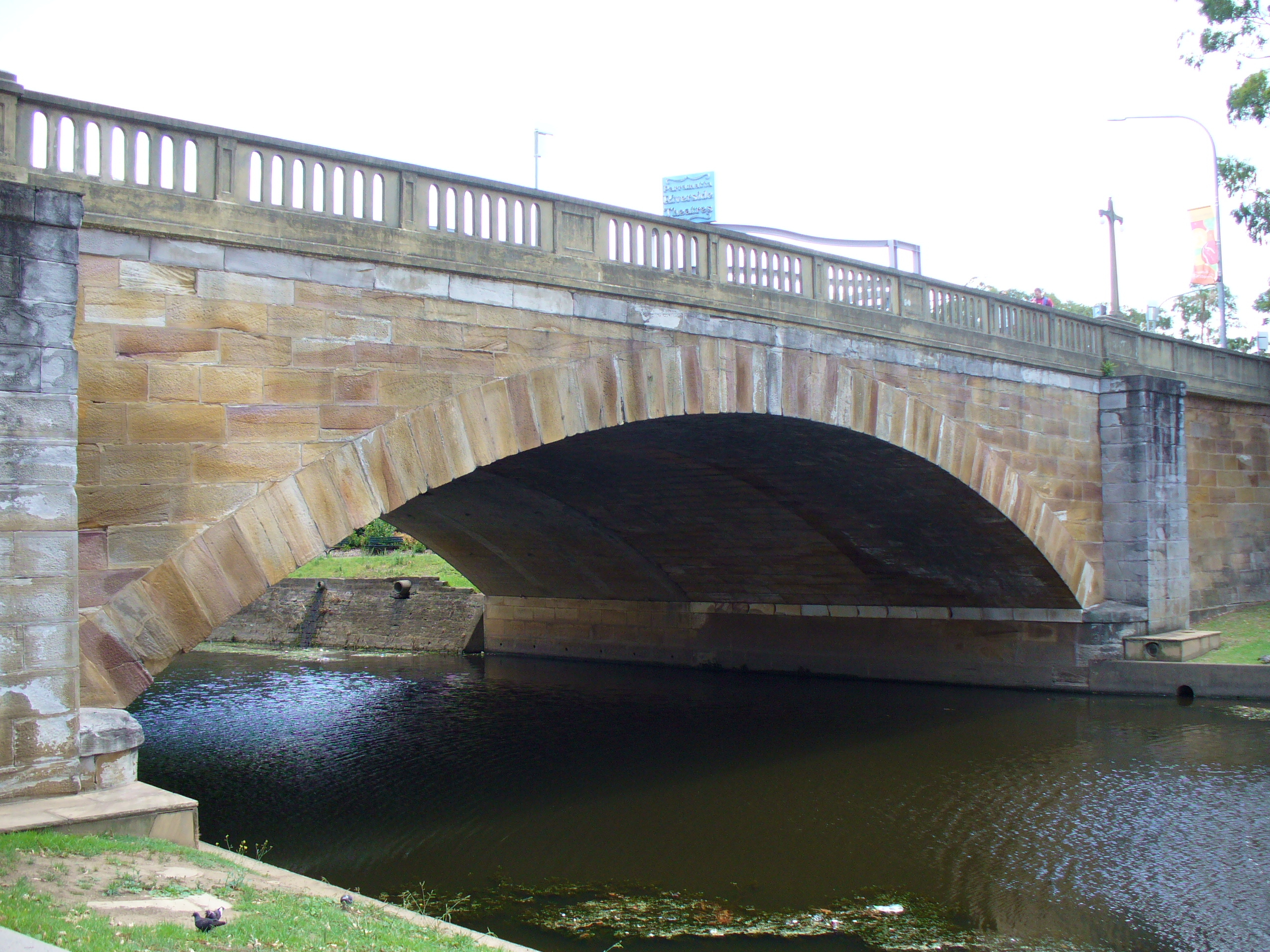
Parramatta: Lennox Bridge (1839)
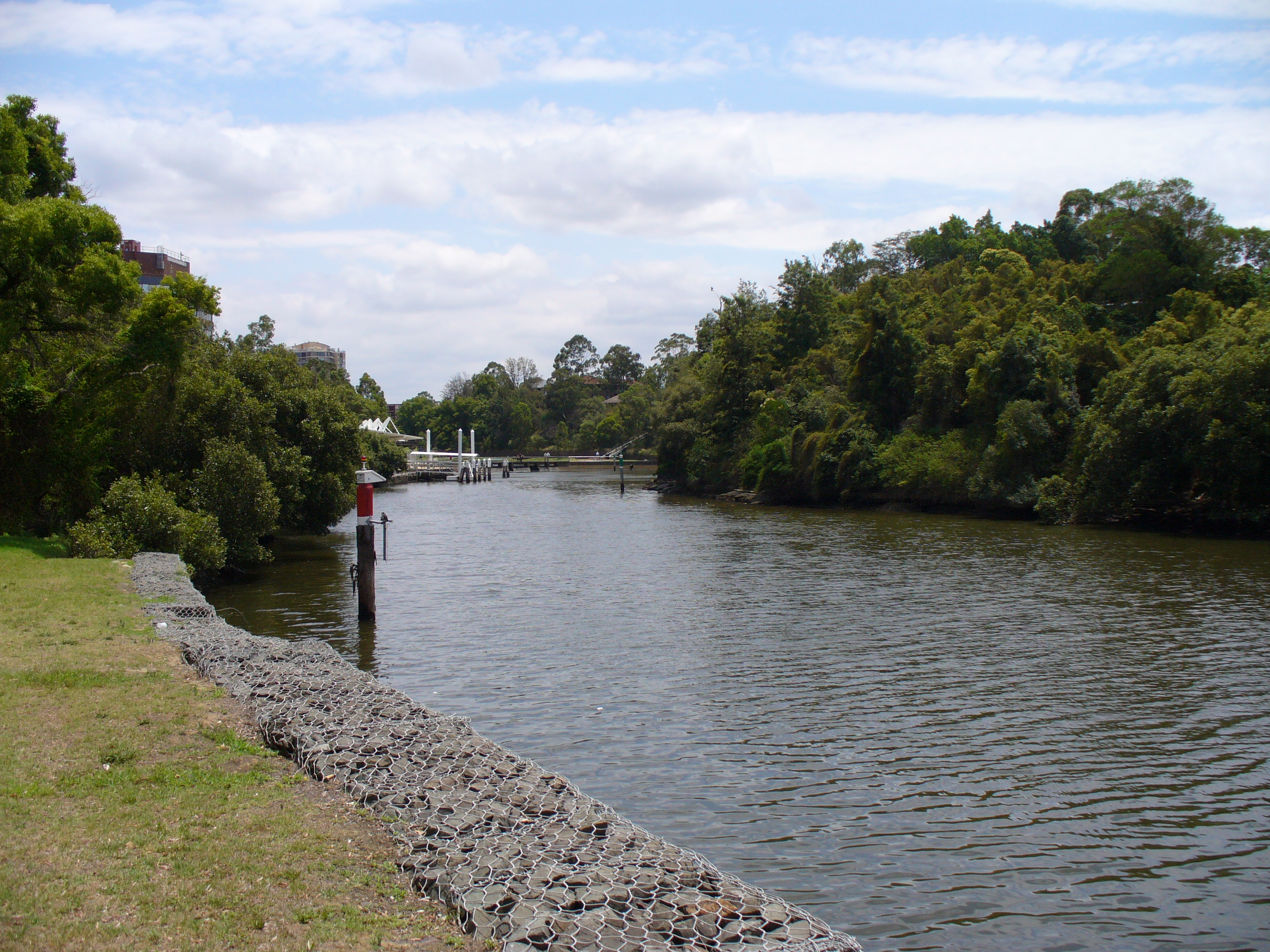
Parramatta River, Queens Wharf
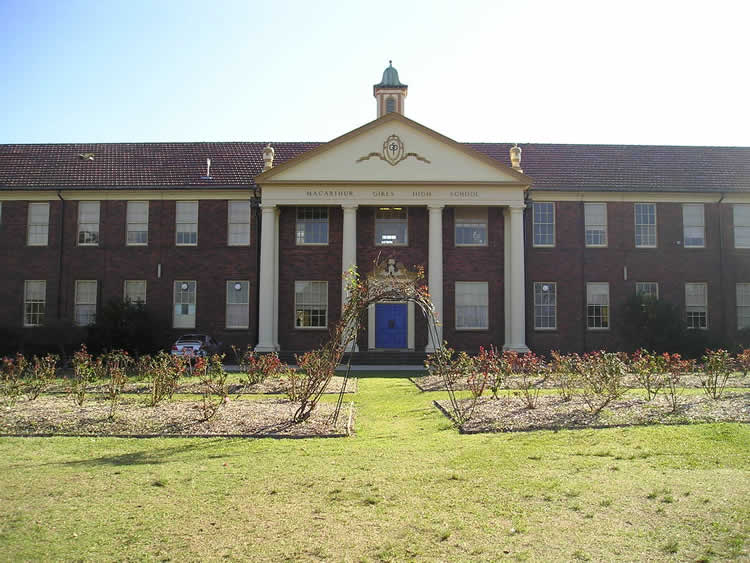
Macarthur Girls High School
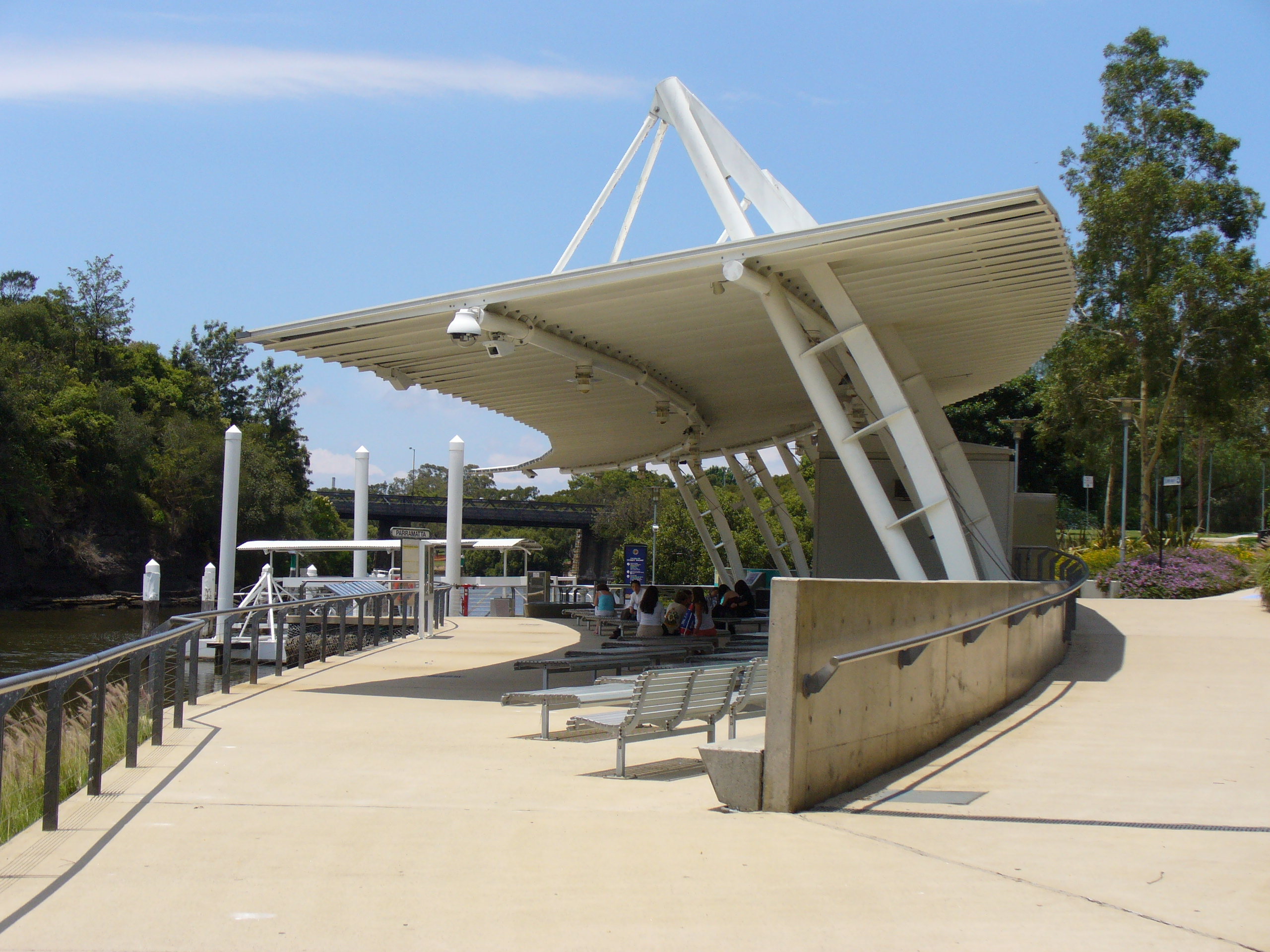
Fährhafen

## Verwaltung
Der Parramatta City Council hat 15 Mitglieder, die von den Bewohnern der fünf Wards gewählt werden (je drei aus Dundas, Epping, North Rocks, Parramatta und Rosehill Ward). Diese fünf Bezirke sind unabhängig von den Stadtteilen festgelegt. Aus dem Kreis der Councillor rekrutiert sich auch der Mayor (Bürgermeister) des Councils.

## Klima
|                       | Jan  | Feb   | Mär  | Apr   | Mai  | Jun  | Jul  | Aug  | Sep  | Okt  | Nov  | Dez  |   |       |
| Mittl. Tagesmax. (°C) | 28,6 | 28,0  | 26,2 | 23,7  | 20,6 | 18,0 | 17,3 | 19,1 | 22,0 | 24,0 | 25,3 | 27,3 | ⌀ | 23,3  |
| Mittl. Tagesmin. (°C) | 17,4 | 17,5  | 15,6 | 12,8  | 10,0 | 7,3  | 6,3  | 7,0  | 9,4  | 11,9 | 14,0 | 16,3 | ⌀ | 12,1  |
|                       |      |       |      |       |      |      |      |      |      |      |      |      |   |       |
| Niederschlag (mm)     | 89,1 | 135,1 | 91,3 | 101,2 | 77,8 | 78,5 | 53,2 | 63,0 | 55,3 | 69,5 | 89,3 | 74,5 | Σ | 977,8 |
|                       |      |       |      |       |      |      |      |      |      |      |      |      |   |       |
| Regentage (d)         | 12,1 | 12,5  | 12,5 | 9,9   | 10,8 | 10,3 | 9,7  | 7,9  | 8,2  | 10,4 | 11,7 | 10,8 | Σ | 126,8 |

| 17,4 |

| 17,5 |

| 15,6 |

| 12,8 |

| 10,0 |

| 7,3 |

| 6,3 |

| 7,0 |

| 9,4 |

| 11,9 |

| 14,0 |

| 16,3 |

| 17,4 |

| 17,5 |

| 15,6 |

| 12,8 |

| 10,0 |

| 7,3 |

| 6,3 |

| 7,0 |

| 9,4 |

| 11,9 |

| 14,0 |

| 16,3 |

## Partnerschaften
- Be’er Scheva, Israel
- Cebu City, Philippinen

## Söhne und Töchter der Stadt
- Hamilton Hume (1797–1873), Forscher
- James Hogarth Pringle (1863–1941), Chirurg
- Bernie McGann (1937–2013), Altsaxophonist und Komponist des Modern Jazz
- Warren Potent (* 1962), Sportschütze (Kleinkaliberschießen)
- Doris Younane (* 1963), Schauspielerin
- John Crawley (* 1972), Schauspielerin